# 586 г. пр.н.е.

## Събития

### В Азия

#### Във Вавилония
- Навуходоносор II (605 – 562 г. пр.н.е.) е цар на Вавилония.[1]
- Царят се завръща във Вавилон след завладяването на царство Юдея като довежда със себе си значителна част от населението на разрушения Йерусалим.[2]

#### В Мидия
- Киаксар (625 – 585 г. пр.н.е.) е цар на Мидия.[3]

### В Африка

#### В Египет
- Фараон на Египет e Априй (589 – 570 г. пр.н.е.).[4]
- Много от евреите избегнали превземането на Йерусалим и последвалите депортации извършени от вавилонците намират убежище в Египет.[5]